# Schiffermuelleria grandis
Schiffermuelleria grandis is een vlinder uit de familie sikkelmotten (Oecophoridae). De wetenschappelijke naam is voor het eerst geldig gepubliceerd in 1842 door Desvignes.
De soort komt voor in Europa.